# 国立台湾大学文学院

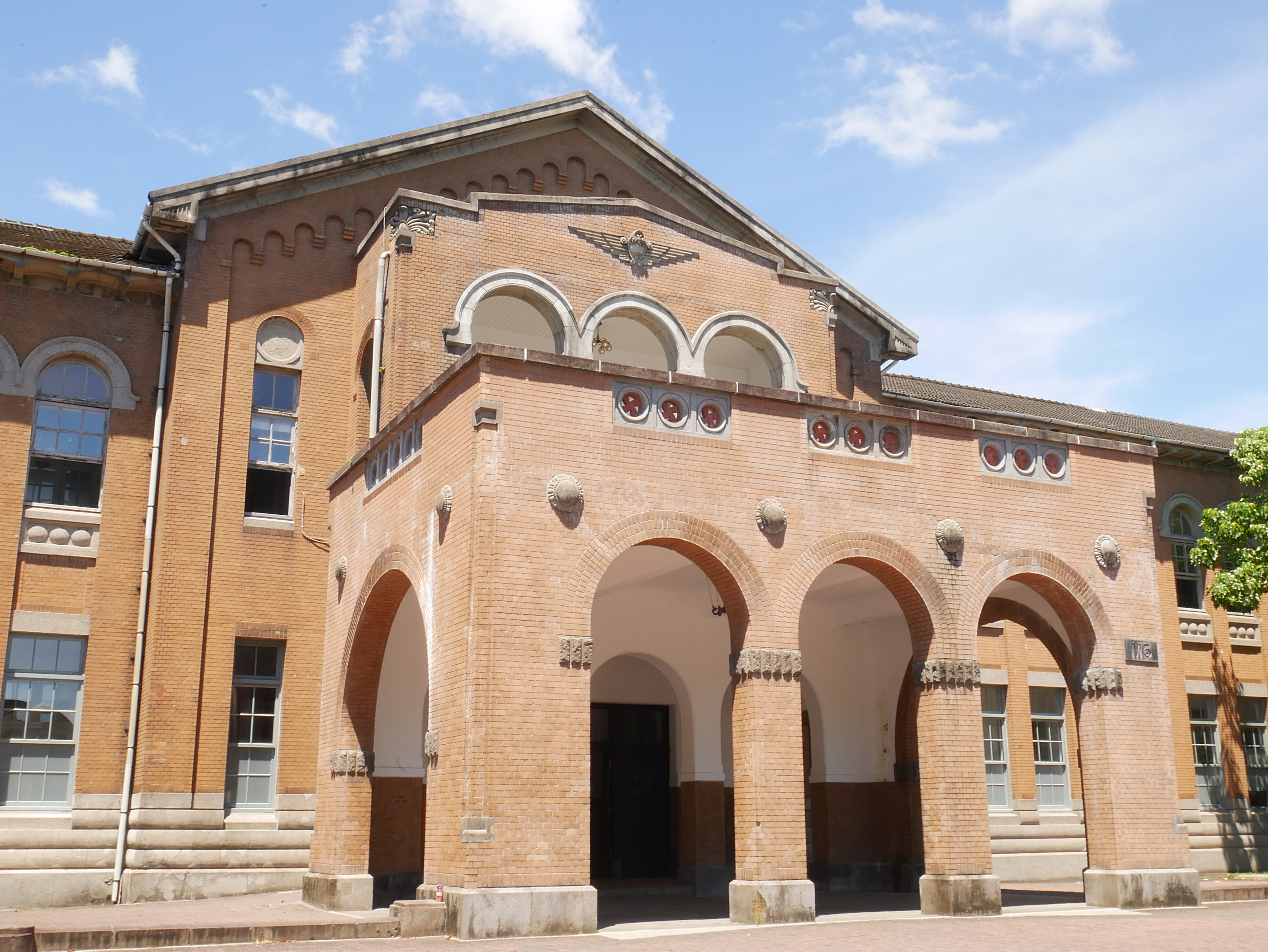
旧台北帝大文政学部本館

国立台湾大学文学部（英語: National Taiwan University College of Liberal Arts）は、国立台湾大学の学部（学院）。
1928年に設立された台北帝国大学文政学部を前身とする。

## 組織

### 学系
- 中国文学科
- 外国語文学科
- 歴史学科
- 哲学科
- 人類学科
- 図書館情報学科
- 日本語文学科
- 演劇学科

### 大学院研究科
- 藝術史研究科
- 語言学研究科
- 音楽学研究科
- 台湾文学研究科

### 学位プログラム
- 中国語教育修士プログラム
- 翻訳修士プログラム

### センター
- 外国語教育センター
- 言語センター
- 国際中国語研究センター
- 仏教学研究センター
- 台湾研究センター
- 台湾太平洋研究センター
- 日本研究センター